# Chine de commande

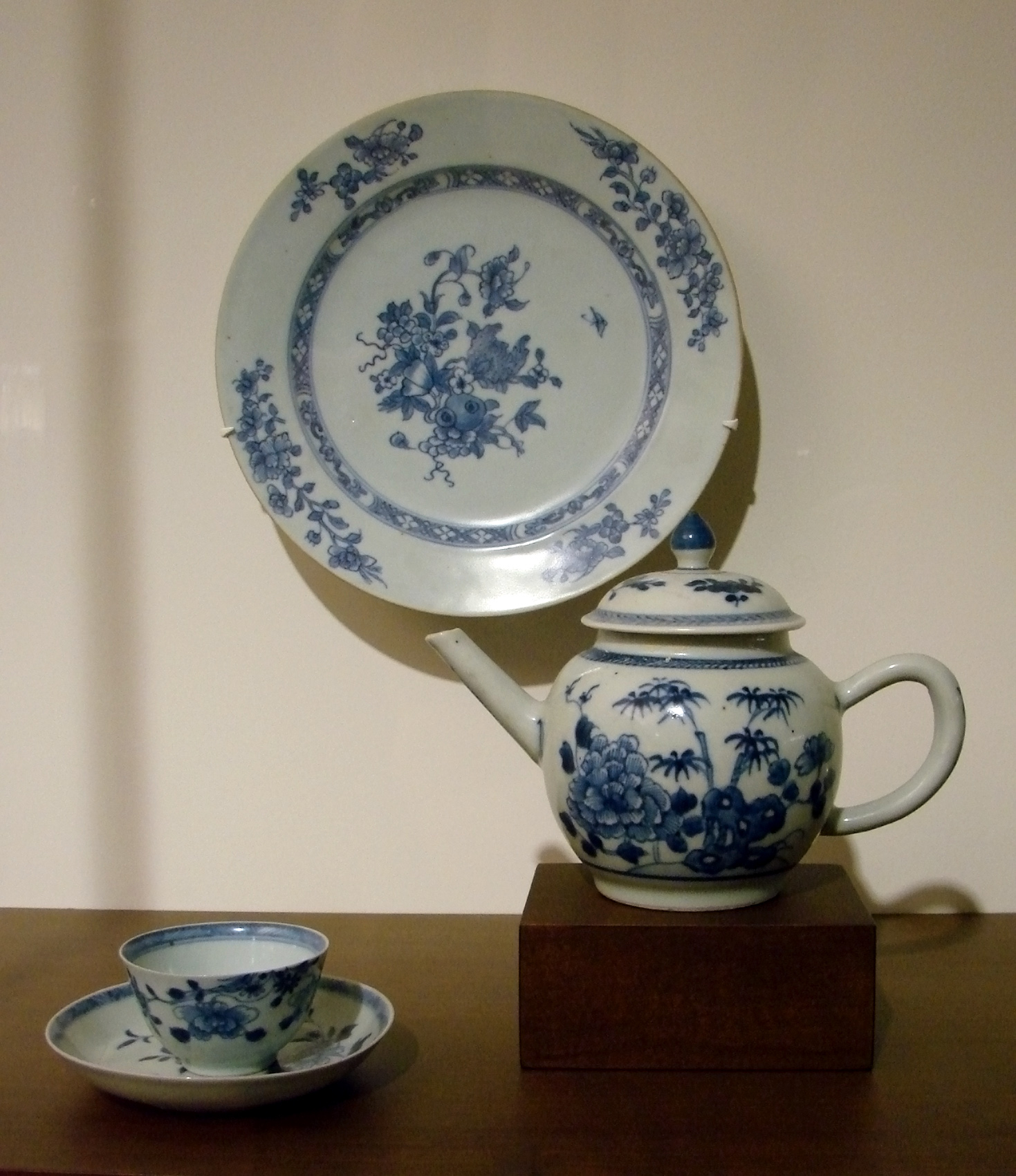
Zastawa Chine de commande z XVIII wieku. Muzeum Guimet w Paryżu

Chine de commande – pochodząca z języka francuskiego nazwa chińskiej porcelany, produkowanej od XVII do początków XX wieku na zlecenie zagranicznych kompanii handlowych.
Chine de commande była porcelaną chińską, jednak jej kształty i zdobnictwo tworzone były dla zaspokojenia gustów europejskich. Były to przede wszystkim przedmioty użytkowe, jak zastawy stołowe, misy, talerze i wazony, a także np. figurki w stylu blanc de Chine. Na zamówienie zleceniodawców chińscy wytwórcy porcelany ozdabiali je herbami rodowymi, pejzażami europejskimi, symboliką chrześcijańską czy reprodukcjami dzieł malarzy europejskich. Jako elementy egzotyczne umieszczano na porcelanie Chine de commande elementy chińskie, takie jak krajobrazy czy postaci ludzkie, często łącząc je z motywami europejskimi.
Polskim odpowiednikiem określenia Chine de commande jest porcelana eksportowa (w odróżnieniu od porcelany produkowanej na rynek wewnętrzny). Termin porcelana eksportowa bywa używany również w odniesieniu do porcelany japońskiej przeznaczonej na rynki europejskie.